# رافاييل راتون
رافاييل راتون (30 نوفمبر 1995 في كاسكافل في البرازيل – )؛ هو لاعب كرة قدم كان يلعب كمهاجم.

## وصلات خارجية
- رافاييل راتون على موقع الاتحاد الأوربي (الإنجليزية)
- رافاييل راتون على موقع اتحاد أوكرانيا (الإنجليزية)
- رافاييل راتون على موقع رابطة كرة القدم اليابانية للمحترفين (اليابانية)
- رافاييل راتون على موقع دوري كوريا الجنوبية (الإنجليزية)
- رافاييل راتون على موقع إي إس بي إن إف سي (الإنجليزية)
- رافاييل راتون على موقع قاعدة بيانات كرة القدم.إي يو (الإنجليزية)
- رافاييل راتون على موقع بيانات كرة القدم. دي إي (الألمانية)
- رافاييل راتون على موقع ليكيب (الفرنسية)
- رافاييل راتون على موقع Soccerbase.com (لاعب) (الإنجليزية)
- رافاييل راتون على موقع Soccerway.com (الإنجليزية)